# Chemiepokal 1996
Chemiepokal 1996 − 24. edycja niemieckiego turnieju bokserskiego Chemiepokal, znanego także jako Chemistry Cup. Rywalizacja miała miejsce w Halle. Zawodnicy rywalizowali w 12. kategoriach wagowych a zawody trwały od 29 lutego do 2 marca. Zostani podali tylko zatwierdzeni medaliści

## Medaliści
| Kategoria wagowa               | Złoto                 | Srebro              | Brąz                            |
| Waga papierowa (-48 kg)        | Jan Quast             | Masibulele Makepula | Daniel Zajączkowski             |
| Waga musza (-51 kg)            | Bołat Żumadyłow       | Zoltan Lunka        |                                 |
| Waga kogucia (-54 kg)          | Joel Casamayor        | Dieter Berg         |                                 |
| Waga piórkowa (-57 kg)         | Falk Huste            | Arnaldo Mesa        |                                 |
| Waga lekka (-60 kg)            | Steven Kuechler       | Pablo Rojas         |                                 |
| Waga lekkopółśrednia (-63,5kg) | Héctor Vinent         | Oktay Urkal         | Bołat Nijazymbetow              |
| Waga półśrednia (-67 kg)       | Juan Hernández Sierra | Andreas Otto        | Nurzhan Smanov                  |
| Waga junior średnia (-71 kg)   | Alfredo Duvergel      | Jermachan Ybrajymow |                                 |
| Waga średnia (-75 kg)          | Ariel Hernández       | Sven Ottke          | Albert Rybacki Malik Beyleroğlu |
| Waga półciężka (-81 kg)        | Wasilij Żyrow         | Thomas Ulrich       | Ramon Garbey                    |
| Waga ciężka (-91 kg)           | Félix Savón           | Luan Krasniqi       | Ołeh Belikow                    |
| Waga super ciężka (+91 kg)     | Alexis Rubalcaba      | Timo Hoffmann       | Henryk Zatyka                   |